# Geórgios Papandréou
Para su nieto, véase Giórgos Papandréou.
Geórgios Papandréou (en griego: Γεώργιος Παπανδρέου; Kaletzi, 13 de febrero de 1888 - Atenas, 1 de noviembre de 1968) fue un político griego que fundó la Unión de Centro en 1961 y que desempeñó varias veces el cargo de primer ministro de ese país.

## Biografía
Desde joven participó en política apoyando al líder liberal monárquico Elefthérios Venizélos, quien le nombró gobernador de Lesbos tras la primera guerra balcánica (1912-1913). Durante la Primera Guerra Mundial, ambos se opusieron al rey Constantino I de Grecia, que declaró al estado griego neutral en el conflicto, una neutralidad que no beneficiaba a Gran Bretaña y Francia, quiénes apoyaron al movimiento venizilista. 
Entre 1923 y 1933 fue miembro del Parlamento, ministro de Interior y ocupó varios cargos ministeriales durante la Segunda República griega de 1924-1935. Como ministro de Educación reformó y modernizó el sistema educativo griego. En 1935 fundó el Partido Socialista Democrático de Grecia.
Después de la restauración de la monarquía en 1936, tuvo que expatriarse durante la dictadura de Ioannis Metaxás (1936-1941). Durante la Segunda Guerra Mundial, a su regreso a Grecia fue enviado a prisión por los ocupantes italianos (1942-1944), pero logró evadirse y presidió el Gobierno griego en el exilio, de mayoría venizelista y apoyado por Francia Una vez cesada la ocupación de Grecia por las Fuerzas del Eje, se puso al frente del Gobierno de Unión Nacional, con el KKE 1944-1945); fue luego ministro del Interior (1947) durante la guerra civil griega. Una vez restablecida la paz, fue vice primer ministro y ministro de Orden Público (1950-1951),  hasta su derrota en las elecciones de 1951. Pasó el resto de la década de 1950 en la oposición. Se adhirió al Partido Liberal, del que primero fue jefe adjunto (1953) y luego, al retirarse Venizélos (1954), ocupó su jefatura.
En 1961 Papandréou decidió crear un amplio partido liberal que reagrupara a los antiguos venizelistas y a los conservadores disidentes. Fundó así el partido Unión de Centro (EK), desde el que decidió lanzar una lucha sin compromiso contra el partido derechista Unión Nacional Radical (ERE), después de que estos ganaran las elecciones de 1961 en medio de fuertes sospechas de fraude electoral. En noviembre de 1963 volvió a ser nombrado jefe de Gobierno, pero dimitió a los pocos días y, tras el triunfo de su Unión de Centro en las elecciones de febrero de 1964 con mayoría absoluta (171 escaños y el 52,7 % de los votos), aceptó la presidencia del nuevo Gobierno.
Su política progresista despertó una fuerte oposición de los círculos conservadores y militares, que por otro lado veían con temor el papel cada vez más destacado de su hijo Andréas, de opiniones cercanas al Partido Socialista. El joven rey Constantino II se opuso cada vez más abiertamente a la política del gobierno de Papandréou apoyándose en partido de la oposición, la ERE. Mientras tanto crecían los rumores de complots urdidos en el seno del Ejército, que amenazaban directamente al Gobierno centrista. Dentro de ese mismo Ejército surgió el escándalo conocido como ASPIDA, un confuso movimiento de jóvenes militares liberales que supuestamente habrían intentado una depuración interna de las Fuerzas Armadas, y a quienes se vinculó su hijo Andréas Papandréou. 
Geórgios Papandréou propuso entonces hacerse cargo del Ministerio de Defensa a fin de controlar a los sectores más propensos a un levantamiento, pero ante la negativa del rey se vio obligado a dimitir el 15 de julio de 1965. El consiguiente periodo de inestabilidad política llevó al golpe de Estado de los coroneles, el 21 de abril de 1967. Detenido nada más iniciarse el golpe —al igual que su hijo—, Papandréou permaneció bajo arresto domiciliario hasta la fecha de su muerte el 1 de noviembre de 1968.
Papandréou se había casado en primeras nupcias con Sofia Minejko, una mujer polaca. Su único hijo, Andréas Papandréou, llegaría a ser también primer ministro de Grecia en 1981-1989 y 1993-1996. Más adelante se casaría de nuevo con la actriz Cybele Adrianou. Es abuelo de Giórgos Papandréou, primer ministro griego tras las elecciones de 2009.

## Obras
Entre sus numerosas obras políticas cabe mencionar:
- El futuro de Grecia
- Liberación de Grecia, 1945.